# 表面力

斜坡以及方塊的隔離體圖，其中可以看出斜坡在方塊下方所給與的表面力，可以分為二個分量，正向力N以及摩擦力剪力f，而作用在質心的引力 mg是屬於體積力

表面力（英語：Surface force）符號為fs，是指作用在一物體表面（或是內部截面）的力。所有物體之間的凝聚力和接觸力都視為是表面力。常見的正向力和摩擦力也都是表面力。
表面力可以分為二個互相垂直的分量：正向力及剪力。正向力會沿著面積的法线作用，而剪力會沿著面積的切线作用。

## 舉例
以下是一些表面力的例子：
- 風力
- 兩連續體之間的接觸力
  - 摩擦力
  - 接觸壓力
  - 物體在液體或氣體中的靜浮力